# Antoine de La Rochefoucauld (évêque)
Pour les articles homonymes, voir La Rochefoucauld.
Antoine de La Rochefoucauld (né à Paris vers 1574 - mort le 24 décembre 1634 à Angoulême), ecclésiastique, fut évêque d'Angoulême de 1607 à 1634.

## Biographie
Antoine de La Rochefoucauld est le 4e fils et homonyme d'Antoine de La Rochefoucauld, seigneur de Chaumont-sur-Loire, de la seconde branche dite de Barbezieux, et de Cécile de Montmirail. Il est le frère de Jacques de La Rochefoucauld, ancêtre des marquis de Langeac en Auvergne et de Marie, abbesse de l'abbaye du Paraclet de 1599 à 1639.
Il est nommé évêque d'Angoulême en 1607 et consacré en 1608 à Paris par son parent le cardinal François de La Rochefoucauld, évêque de Clermont dans l'église Saint-Nicolas du Chardonnet. Le 4 octobre 1613 il baptise dans l'église Saint-Honoré de Paris un autre François de La Rochefoucauld, le futur auteur des Réflexions ou sentences et maximes morales. Il est également le parrain d'Antoine Gombaud, chevalier de Méré à qui il donne son prénom.
Il participe aux États généraux de 1614 et à l'assemblée du clergé de Bordeaux de 1624. Il favorise l'établissement dans son diocèse des Capucins, des Minimes, des Jésuites à  qui il s'oppose lors de l'ouverture du collège d'Angoulême, et des Ursulines.  Pendant son épiscopat, Angoulême est déchue de son droit d'Université, en 1626,  mais c'est grâce au chanoine Jean Mesneau, doyen du chapitre et conseiller au présidial, que la cathédrale d'Angoulême qui avait été endommagée par les calvinistes en 1569 est réparée, et que le diocèse retrouve ses titres.
Antoine de la Rochefoucauld meurt dans son palais épiscopal à Angoulême le 24 décembre 1634.